# Akmal Shorakhmedov
Akmal Shorahmedov (üzbégül:  Акмал Шораҳмедов); oroszul: Акмал Шорахмедов (Akmal Sorahmedov); Dzsizak, Szovjetunió, 1986. május 10. –) üzbég labdarúgó, a Bunyodkor hátvédje.

## Pályafutása

### A válogatottban

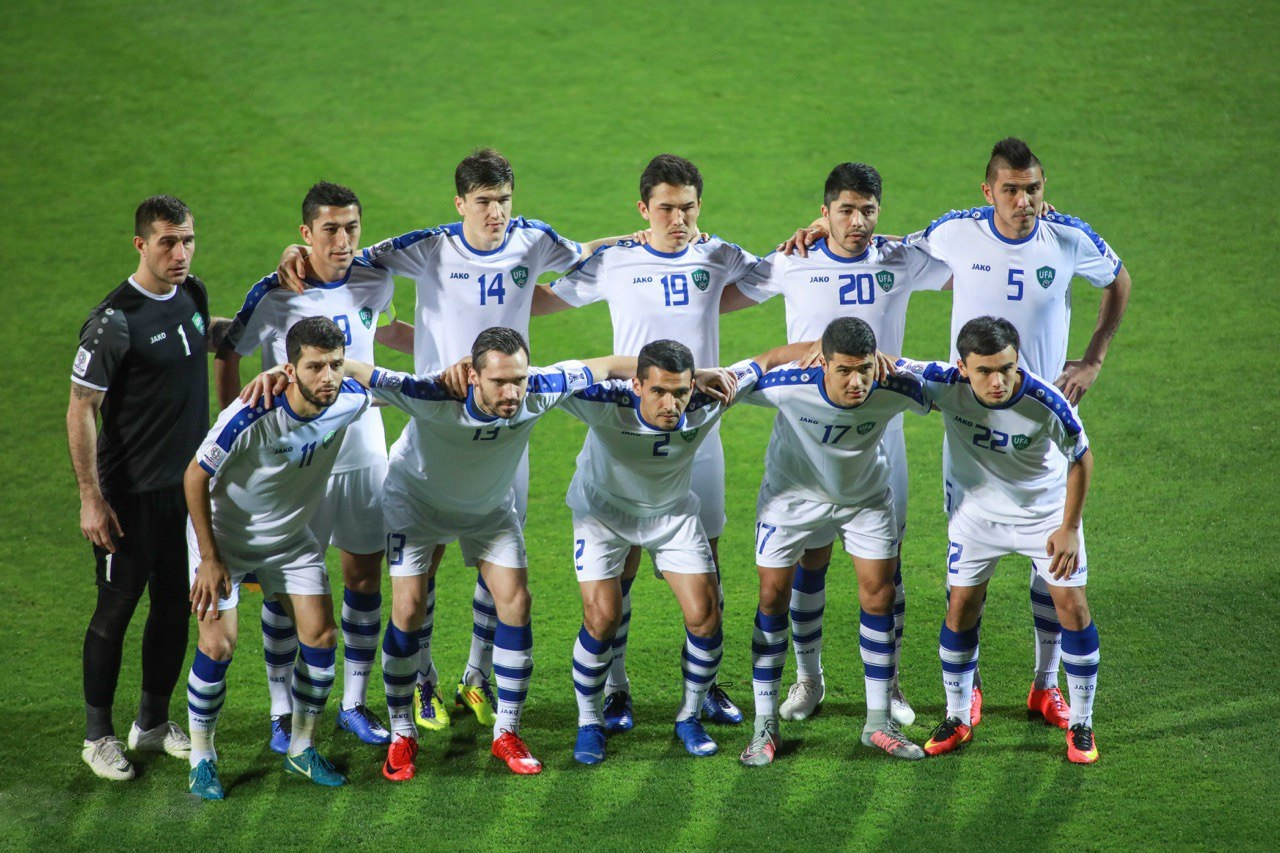
Az Üzbég csapat tagjaként (a 2 számú mezben) a 2019-es Ázsia-kupán

2010. augusztus 11-én mutatkozott be az üzbég válogatottban az albán válogatott ellen. Bekerült a 2015-ös Ázsia-kupára induló üzbég keretbe.  Ezen a tornán az összes csoportmérkőzésen pályára lépett. Játszott a 2019-es Ázsia-kupán is.

## Statisztika

### A válogatottban
2018. március 23-án frissítve.
| Üzbegisztán | Üzbegisztán | Üzbegisztán |
| Év          | Mérk.       | Gólok       |
| ----------- | ----------- | ----------- |
| 2010        | 1           | 0           |
| 2011        | 0           | 0           |
| 2012        | 5           | 0           |
| 2013        | 7           | 0           |
| 2014        | 3           | 0           |
| 2015        | 6           | 0           |
| 2016        | 0           | 0           |
| 2017        | 3           | 0           |
| 2018        | 1           | 0           |
| Összesen    | 27          | 0           |